# باتريك أونيل
باتريك أونيل (بالإنجليزية: Patrick O'Neal)‏ هو صحفي وممثل أمريكي، ولد في 14 سبتمبر 1967 بسانتا مونيكا في الولايات المتحدة.

## أعمال

### أفلام
- (1990) موت قاسي 2[4][5][6]

## وصلات خارجية
- باتريك أونيل على موقع IMDb (الإنجليزية)
- باتريك أونيل على موقع قاعدة بيانات الفيلم (الإنجليزية)